# Joseph Fielding Smith
assinatura
Vista da sepultura.
Joseph Fielding Smith Sr. (Far West, Missouri, 13 de Novembro de 1838 – Salt Lake City, Utah, 19 de Novembro de 1918), religioso estadunidense, também conhecido como Joseph F. Smith para distinguir de seu filho que tem o mesmo nome, o sexto presidente de A Igreja de Jesus Cristo dos Santos dos Últimos Dias.
Joseph F. Smith foi o último presidente da  Igreja que conheceu pessoalmente o Profeta da restauração, Joseph Smith Jr., seu tio, irmão de Hyrum Smith, seu pai.